# California State Polytechnic University, Pomona

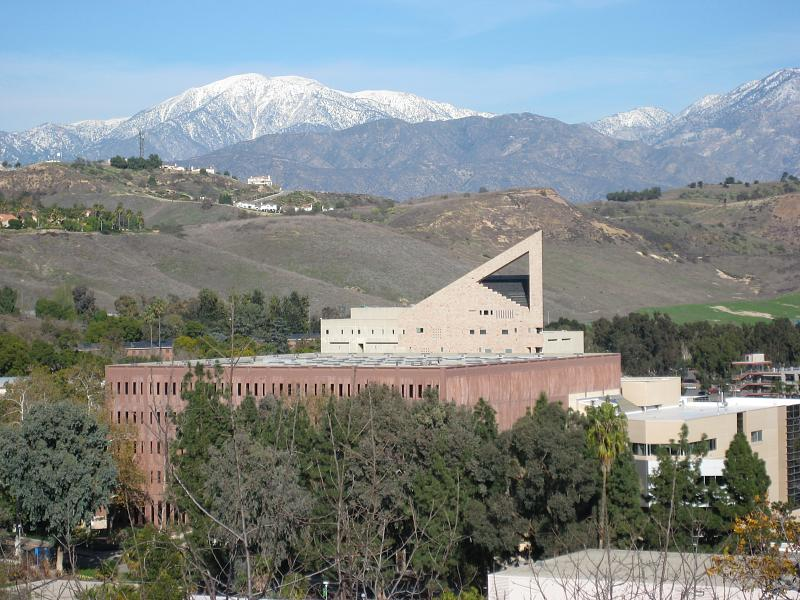
Die Cal Poly Pomona vor schneebedeckten Bergen

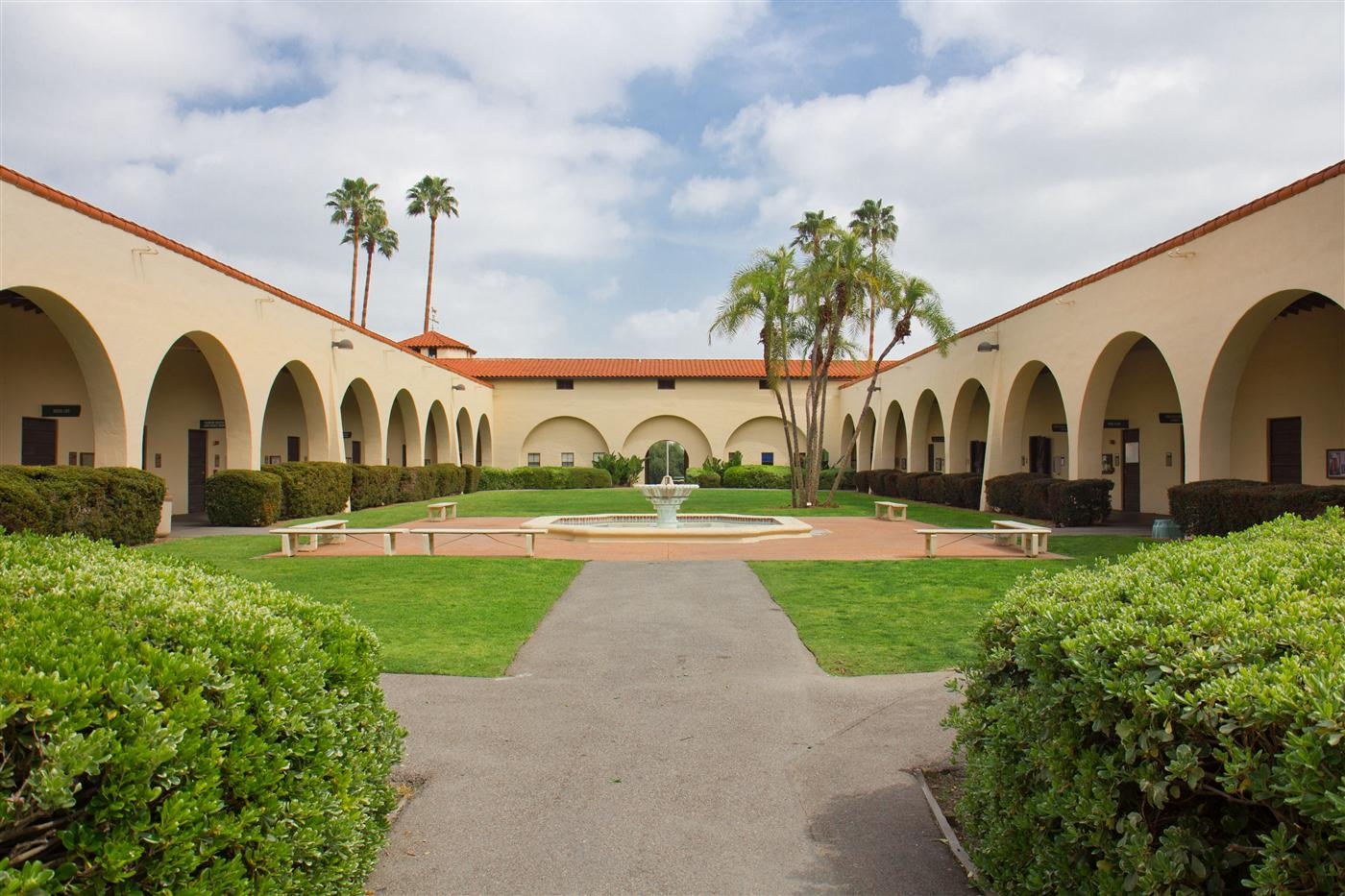
Innenhof

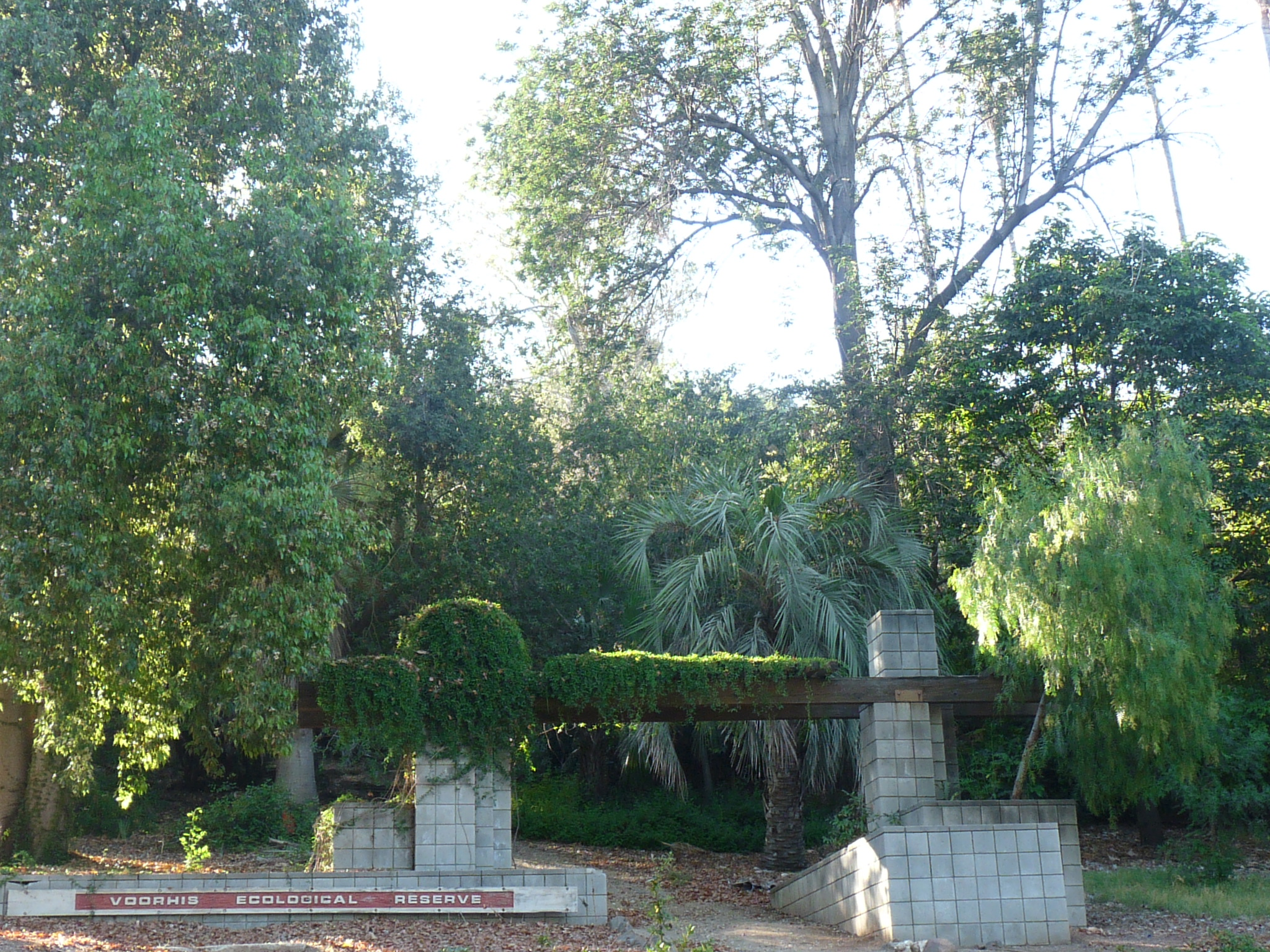
Grünanlage auf dem Gelände der Fakultät

Die California State Polytechnic University (auch Cal Poly Pomona genannt) ist eine staatliche Universität in Pomona im Los Angeles County, US-Bundesstaat Kalifornien. Sie wurde 1938 gegründet. Die Hochschule ist Teil des California-State-University-Systems. Derzeit (Stand 2013) sind hier 19.885 Studenten eingeschrieben.

## Vorgeschichte
Die heutige Cal Poly Pomona geht auf zwei Wurzeln zurück:
Die Voorhis School for Boys in San Dimas und die Kellogg-Arabian Horse Ranch in Pomona.

### DieVoorhis School for Boys
Die Voorhis School for Boys wurde 1928 von Charles Brown Voorhis (* 13. März 1870, † 16. September 1961) und dessen Sohn Jerry Voorhis (* 6. April 1901, † 11. September 1984) in San Dimas aufgebaut. Es handelte sich um ein Heim für verwaiste männliche Jugendliche mit angeschlossener Schule. Das Heim wurde fast ausschließlich von Charles Brown Voorhis finanziert, der durch seine Arbeit in der Autoindustrie (General Motors und Nash Motors Corporation), sowie durch Aktienbesitz zu Reichtum gekommen war.
Die Auswirkungen der in den 30er Jahren ablaufenden Wirtschaftskrise (Great Depression) – Charles Brown Voorhis hatte schmerzhafte Verluste bei seinem Aktienbesitz hinnehmen müssen – machten die Aufrechterhaltung der Voorhis-Schule zunehmend schwierig. Als Jerry Voorhis, der die Schule leitete, 1936 in den Kongress/Repräsentantenhaus gewählt und zeitlich stark beansprucht wurde (er blieb Kongressabgeordneter bis 1946), entschied die Voorhis-Familie die Schule in Form einer Stiftung dem Staat Kalifornien zu übergeben.
So wurde sie im Jahre 1938 Teil der California Polytechnic State University (Cal Poly SLO) in San Luis Obispo und erhielt den Namen California Polytechnic College, Voorhis Unit, San Dimas. Es wurde eine zweijährige Ausbildung für Agraranbautechniken angeboten. 1956 wurde diese Voorhis Unit mit der seit 1949 ebenfalls zur Cal Poly SLO gehörenden so genannten Kellogg Unit in Pomona zusammengefasst.

### DieKellogg Arabian Horse Ranch, Pomona
Im Jahre 1925 erwarb Will Keith Kellogg, äußerst wohlhabender Gründer und Inhaber der Kellogg Company eine etwa 800 acres (rd. 3,2 Mill. m²) große Ranch in Pomana. In den folgenden Jahren baute er eine Zucht von reinrassigen Araber-Pferden auf, erwarb Nachkommen der besten Blutlinien aus England, Saudi-Arabien, Ägypten, Polen. Aufgrund der ausgezeichneten Zuchtbestände wurde die Ranch schon bald nicht nur in den USA, sondern auf der ganzen Welt bekannt.
Anfang der 30er Jahre wollte Kellogg die Ranch wieder veräußern, jedoch unter der Bedingung, dass die Araber-Zucht erhalten bliebe. 1932 stiftete er die Ranch einschließlich der rund 90 äußerst wertvollen Pferde der University of California. Die Stiftung wurde von Kellogg mit einer zusätzlichen Geldspende von 600 000 Dollar ausgestattet, um sicherzustellen, dass die Araber-Zucht von der Universität auch tatsächlich fortgeführt werde. Die Universität war aber mehr an der Geldspende, als an Ranch und Araber-Pferden interessiert und das Anwesen wurde in den folgenden Jahren so stark vernachlässigt, dass Kellogg sich um eine Rückgabe der Stiftung bemühte, was ihm aber nicht gelang.
Als während des Zweiten Weltkriegs die US-Streitkräfte (Remount Service) im Westen der USA einen Ort suchten, an dem ihre Kavallerie-Einheiten stationiert und ausgebildet werden konnten, verkaufte im Jahre 1943 die Universität die Ranch ans Militär.
Ende des Zweiten Weltkriegs wurden die letzten Kavallerie-Einheiten der US-Armee aufgelöst und keine Gelder mehr für den Unterhalt der Ranch bereitgestellt. Am 2. April 1948 wurde die Kellogg Arabian Horse Ranch per Gesetz dem US-Department of Agriculture (Landwirtschaftsministerium) unterstellt. Dem Ministerium standen aber ebenfalls keine Geldmittel für den Unterhalt der Ranch zur Verfügung und so beschloss man Land, Gebäude samt noch vorhandenem Araber-Zuchtbestand zu verkaufen.
Diese Entscheidung löste einen Sturm der Entrüstung sowohl bei W. K. Kellogg (beziehungsweise der 1930 gegründeten W. K. Kellogg Foundation), als auch in der Öffentlichkeit aus. So wurde im Juni 1949 – wiederum per Gesetz – die Ranch der Stiftung zurückgegeben. Die California Polytechnic State University in San Luis Obispo zeigte Interesse an der Ranch, als geeignete Ausbildungsstätte für Studenten der Agrarwissenschaften. Die Foundation entschied dann, die Ranch als Stiftung an die Universität zu geben, und im Juli 1949 wurde die Kellogg Arabian Horse Ranch als California State Polytechnic College, Kellog Unit, Pomona Teil der California Polytechnic State University, San Luis Obispo (Cal Poly SLO).
An den bis dahin stark vernachlässigten Gebäuden mussten umfangreiche Renovierungen vorgenommen werden. Diese Arbeiten dauerten bis 1956 an. In der Zwischenzeit wurde die neue Verwaltungseinheit von der California Polytechnic College, Voorhis Unit, San Dimas (die ja schon seit 1938 zur Cal Poly, SLO gehörte / s. o. Voorhis School for Boys) aus betreut.

### Zusammenschluss und Entwicklung zur Universität
1956 wurden dann Voorhis Unit und Kellogg Unit zusammengelegt, wobei die Unterrichtstätigkeit von nun an – aufgrund der größeren Räumlichkeiten – überwiegend in der Kellogg Unit, Pomona stattfand. Die beiden zusammengefassten Einheiten firmierten von da an als selbständiges College unter dem Namen California State Polytechnic College, Kellogg-Voorhis, Pomona.
1966 wurde diese neu geschaffene Einheit von der Cal Poly SLO abgetrennt und selbständig und erhielt im Jahre 1972 den University-Status (Bachelor’s und Master’s degrees). Heute hat die California State Polytechnic University, Pomona rund 20.000 Studenten und bietet außer agrarwissenschaftlichen Studiengängen zahlreiche andere Studienmöglichkeiten an.

## Absolventen
- Marc Wilmore (1963–2021),  Drehbuchautor, Fernsehproduzent, Schauspieler und Komiker
- Larry Gordon (* 1987), Basketballspieler
- William Christmas (* 1996), Basketballspieler

## Sport
Die Sportteams der Cal Poly Pomona sind die Broncos. Die Hochschule ist Mitglied in der California Collegiate Athletic Association.